# Swanhild
Swanhild, in anderen Formen auch Schwanhild, Schwanhilde, Schwanenhild, Svanhild, Swanhilda oder Suanhild ist ein weiblicher Vorname.

## Herkunft und Bedeutung
Der Name stammt aus der germanischen Mythologie, in der Sage heißt die Tochter Sigurds Swanhild. Der Name setzt sich aus den Elementen swan „Schwan“ und hilt „Kampf“ zusammen. 
Eine Kurzform des Namens ist Swana bzw. Svana. 

## Namensträgerinnen
- Swanahild, Ehefrau Karl Martells
- Suanhild, Äbtissin des Stifts Essen (1058–1085)
- Schwanhild, Äbtissin des Stifts Herford (vor 1051–1076)
- Schwanhild, Tochter des Hermann Billung und Mutter des Markgrafen Hermann I. (Meißen)